# Færgeskov
Færgeskov (på dansk også Færensholt, på tysk Fehrenholz) er navnet på en husgruppe og en skov beliggende ved kysten mellem Hasselbjerg og Kronsgaard i det østlige Angel i Sydslesvig. I administrativ henseende strækker sig skoven over både Hasselbjerg og Kronsgaard kommuner i Slesvig-Flensborg kreds i den nordtyske delstat Slesvig-Holsten. I den danske tid hørte skoven under Gelting Sogn (Kappel Herred, oprindeligt Ny Herred). I 2014 blev skoven på vegne af det slesvig-holstenske miljøministerium udpeget som habitatområde under det fælleseuropæiske Natura 2000-projekt. Den omtrent 19 ha store skov er karakteriseret som bondeskov med blandede træarter og kratbuske. Der er påfaldende mange træer af høj alder. Der er flere vandrestier.
Færgeskoven er første gang nævnt 1834. Stednavnet hentyder til et færgested. Forleddet Færens- er sammensat af gl.da. færia i betydning færgested og -næs. Skoven hørte tidligere under Ø gods (Gade gods). I omegnen omkring Gelting er der flere skove såsom Fællesskov og Holmkær ved Lebæk. Tæt på skoven ligger bebyggelserne Skjelrød (Schellrott), Drejet (Drecht) Pugholt og Egebjerg.